# Chrysler Crossfire
O Crossfire é um roadster conversível de dois lugares e com tração traseira vendido pela Chrysler construído pela Karmann da Alemanha para os modelos de 2004 a 2008.
Desenvolvido durante a união da Daimler e Chrysler, o modelo de dois lugares é baseado na plataforma Mercedes-Benz R170 e compartilha 80% de seus componentes com a primeira geração do SLK. A segunda geração do SLK foi construída em uma nova plataforma R171 a partir do ano de 2005, a plataforma R170 foi essencialmente transmitida à Chrysler para uso na construção do Crossfire. Tendo inicialmente chegado em 2001 como um carro conceito denominado por Eric Stoddard, a Chrysler foi ainda mais refinada por Andrew Dyson antes da produção começar em 2003 para as vendas do ano modelo de 2004.